# Vũ Ngọc Khánh
Vũ Ngọc Khánh (1926 – 26 tháng 6 năm 2012) là Phó Giáo sư, một nhà nghiên cứu văn hóa Việt Nam, các công trình của ông chủ yếu về nghiên cứu văn hóa dân gian.

## Tiểu sử
Ông sinh năm 1926 tại xã Xuân Hội, huyện Nghi Xuân, tỉnh Hà Tĩnh, lớn lên đi học tại TP. Vinh, Nghệ An và sau đó ra Hà Nội học trường Thăng Long.
Năm 1945, ông về Hà Tĩnh, tham gia hoạt động giành chính quyền khi cách mạng tháng 8 nổ ra, sau cách mạng ông tham gia chính quyền địa phương tại Nghi Xuân, Hà Tĩnh.
Năm 1948 ông chuyển sang ngành giáo dục tại Hà Tĩnh, ông là một trong những người xây dựng nên nền giáo dục tại địa phương. Từ năm 1953 ông chuyển công tác ra ngành giáo dục tại Thanh Hóa.
Từ năm 1970, ông chuyển từ ngành giáo dục sang làm việc tại Ty Văn hóa Thanh Hóa, Phụ trách Tiểu ban Văn nghệ Dân gian. Với công việc tại đây ông có nhiều điều kiện tìm hiểu, nghiên cứu về văn hóa dân gian của xứ Thanh và sau đó là nghiên cứu văn hóa Việt Nam.
Năm 1980, ông chuyển ra Hà Nội làm việc tại Ban văn hóa dân gian (tiền thân của Viện Văn hóa dân gian, thuộc Ủy ban Khoa học Xã hội Nhà nước), nay là Viện nghiên cứu Văn hóa, Viện Khoa học Xã hội Việt Nam. Tại đây ông tham gia thành lập Hội Văn nghệ dân gian trực thuộc Viện và làm việc tạp chí của Viện. Từ đây ông tập trung nghiên cứu về văn hóa dân gian Việt Nam nói riêng và văn hóa Việt Nam nói chung.
Ông qua đời tại Hà Nội năm 2012.

## Công trình nghiên cứu

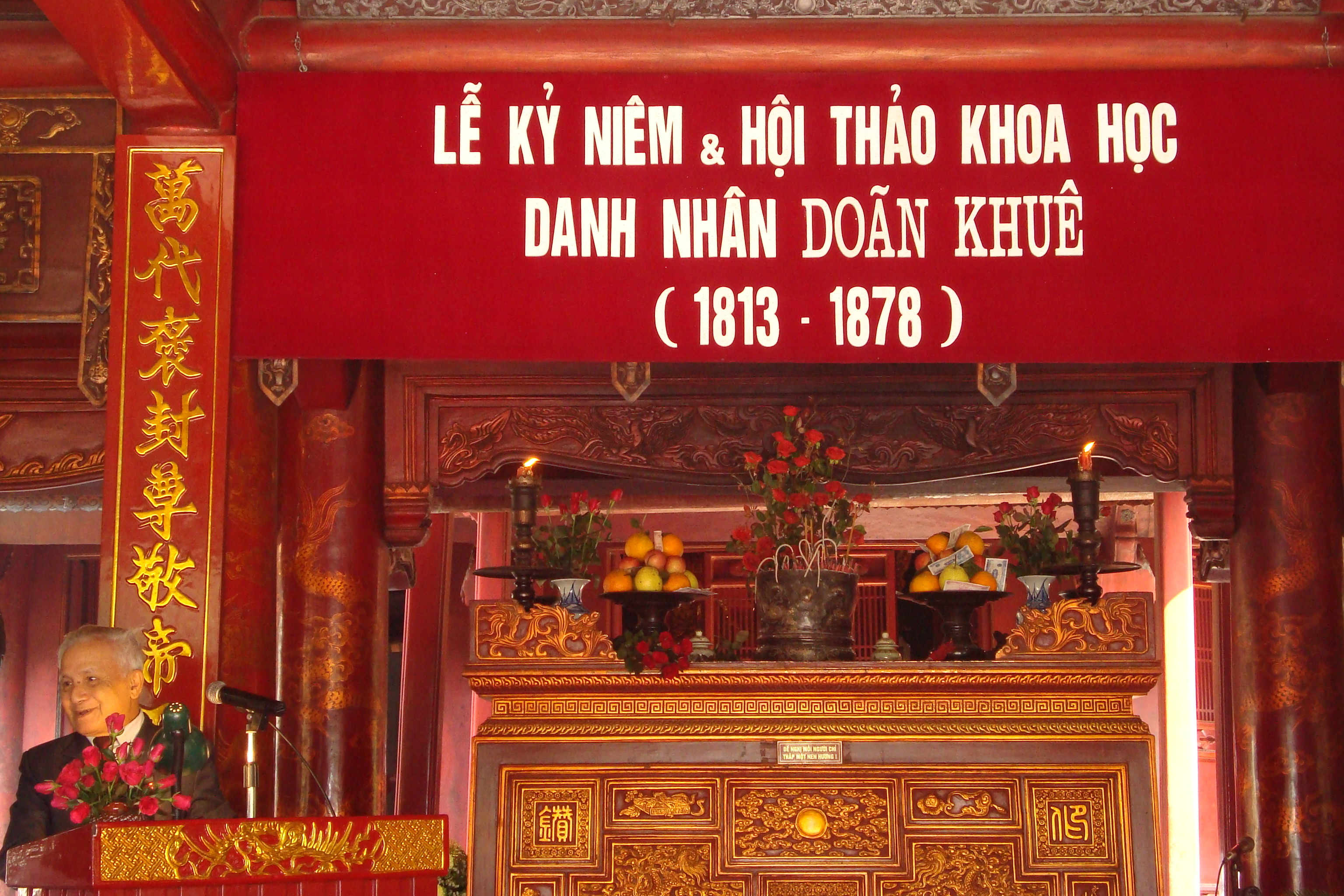
GS Vũ Ngọc Khánh đọc tham luận tại một hội thảo khoa học.

Trong hơn hai mươi năm nghiên cứu ông đã có hàng trăm tác phẩm nghiên cứu về văn hóa, văn học, giáo dục, truyện danh nhân, địa chí địa phương, lịch sử...nhưng lĩnh vực ông để lại nhiều dấu ấn nhất là các công trình nghiên cứu về văn hóa Việt Nam
Sách in riêng
- Thờ cúng dị đoan, Nhà xuất bản Thanh Hóa 1988
- Lược truyện thần tổ các ngành nghề, Nhà xuất bản Khoa học Xã hội 1991
- Thành hoàng làng Việt Nam, Nhà xuất bản Thanh Niên 2001
- Văn hóa Làng ở Việt Nam, Nhà xuất bản Văn hóa Thông tin 2011
- Văn hóa Việt Nam những điều học hỏi, Nhà xuất bản Văn hóa Thông tin 2008
- Văn hóa dân gian người Việt, Nhà xuất bản Quân đội Nhân dân 2007
- Người có vấn đề trong sử nước ta, Nhà xuất bản Văn hóa Thông tin 2007

Sách chủ biên
- Địa chí Vĩnh Phú, Nhà xuất bản Vĩnh Phú 1986
- Địa chí Nghệ Tĩnh, 1989
- Địa chí Lạng Sơn, 1999
- Địa chí Cao Bằng, 1999
- Địa chí Thanh Hóa, 2002
- Chùa cổ Việt Nam, 2002
- Nữ thần và Thánh mẫu Việt Nam, 2002
- Tứ bất tử, 1990
- Lễ hội Việt Nam, 2008
- Từ điển văn hóa dân gian, 2002

## Thông tin thêm
Trong dịp Hà Nội kỷ niệm 1000 năm Thăng Long, ông là người soạn bài cáo cho đại lễ nghìn năm Thăng Long đại cáo, bài cáo được phát liên tục trong 10 ngày đại lễ trên sóng phát thanh ở Hà Nội.